# M People
M People (estilizado como MPeople ) é uma banda inglesa de dance music formada em 1990 e que obteve sucesso durante a maior parte da década de 1990. O nome M People é retirado da primeira letra do primeiro nome do membro da banda Mike Pickering,  que formou o grupo. Em dezembro de 2016, a revista Billboard os classificou em 83º na lista de artistas de dance music de maior sucesso de todos os tempos. M People vendeu mais de 11 milhões de discos em todo o mundo 

## Membros da banda
- Heather Small (nascida em 20 de janeiro de 1965, Londres) [5] - vocal (1990-presente)
- Mike Pickering (nascido em 24 de fevereiro de 1958, Manchester )  - teclados, programação (1990-presente)
- Paul Heard (nascido em 5 de outubro de 1960, Londres)  - teclados, programação (1990-presente)
- Shovell (nascido Andrew Lovell, 11 de fevereiro de 1969, South East London)  - percussão (1994 – presente)